# Liste der Monuments historiques in Fontenoy-le-Château
Die Liste der Monuments historiques in Fontenoy-le-Château führt die Monuments historiques in der französischen Gemeinde Fontenoy-le-Château auf.

## Liste der Immobilien
| Bezeichnung       | Beschreibung                                                     | Standort                  | Kennzeichnung | Schutzstatus | Datum | Bild           |
| ----------------- | ---------------------------------------------------------------- | ------------------------- | ------------- | ------------ | ----- | -------------- |
| Kirche St-Mansuy  | ab der zweiten Hälfte des 15. Jahrhunderts                       | Rue de l’Église (Lage)    | PA00107167    | Classé       | 1922  | weitere Bilder |
| Tour des Lombards | Rundturm der Ortsbefestigung, zweite Hälfte des 15. Jahrhunderts | Ruelle des Moulins (Lage) | PA00107168    | Inscrit      | 1981  |                |

## Liste der Objekte
| Bezeichnung                         | Beschreibung                                        | Standort                       | Kennzeichnung | Schutzstatus   | Datum | Bild |
| ----------------------------------- | --------------------------------------------------- | ------------------------------ | ------------- | -------------- | ----- | ---- |
| Gemälde Mariä Himmelfahrt           | Ölfarbe auf Leinwand, 1661                          | in der Kirche St-Mansuy (Lage) | PM88000353    | Classé         | 1968  |      |
| Prozessionsstab Heiliger Mansuetus  | Holz, farbig gefasst und vergoldet, 18. Jahrhundert | in der Kirche St-Mansuy (Lage) | PM88000359    | Classé         | 1968  |      |
| Prozessionsstab Heiliger Nikolaus   | Holz, farbig gefasst und vergoldet, um 1900         | in der Kirche St-Mansuy (Lage) | PM88001397    | Inscrit        | 2005  |      |
| Skulptur Madonna mit Kind (1)       | Holz, farbig gefasst, Ende des 15. Jahrhunderts     | in der Kirche St-Mansuy (Lage) | PM88000347    | Classé         | 1959  |      |
| Pietà                               | Holz, farbig gefasst, Ende des 15. Jahrhunderts     | in der Kirche St-Mansuy (Lage) | PM88000349    | Classé         | 1959  |      |
| Skulptur Madonna mit Kind (2)       | Stein, farbig gefasst, um 1400                      | in der Kirche St-Mansuy (Lage) | PM88000351    | Classé         | 1964  |      |
| Prozessionsstab Maria immaculata    | Holz, farbig gefasst und vergoldet, 18. Jahrhundert | in der Kirche St-Mansuy (Lage) | PM88000358    | Classé         | 1968  |      |
| Skulptur Heiliger Bartholomäus      | Holz, 18. Jahrhundert                               | in der Kirche St-Mansuy (Lage) | PM88001395    | Inscrit        | 2005  |      |
| Prozessionsstab Heilige Katharina   | Holz, farbig gefasst, um 1800                       | in der Kirche St-Mansuy (Lage) | PM88001396    | Inscrit        | 2005  |      |
| Skulptur Heiliger Stephan           | Stein, farbig gefasst, 15. Jahrhundert              | in der Kirche St-Mansuy (Lage) | PM88001174    | Classé         | 2008  |      |
| Epitaph für Marie-Barbe Colin       | Marmor, 1748                                        | in der Kirche St-Mansuy (Lage) | PM88000354    | Classé         | 1968  |      |
| Epitaph für Michel Gault            | Marmor, 1773                                        | in der Kirche St-Mansuy (Lage) | PM88000355    | Classé         | 1968  |      |
| Skulptur Heiliger Mansuetus         | Stein, 17. Jahrhundert                              | in der Kirche St-Mansuy (Lage) | PM88000356    | Classé         | 1968  |      |
| Epitaph für Florent Nicolas de Huvé | Marmor, 1788                                        | in der Kirche St-Mansuy (Lage) | PM88000360    | Classé Inscrit | 1968  |      |
| Taufbecken                          | Sandstein, 1557                                     | in der Kirche St-Mansuy (Lage) | PM88000346    | Classé         | 1908  |      |
| Hochrelief Pietà                    | Holz, farbig gefasst, Ende des 15. Jahrhunderts     | in der Kirche St-Mansuy (Lage) | PM88000348    | Classé         | 1959  |      |
| Kanzel                              | Stein, farbig gefasst, um 1520                      | in der Kirche St-Mansuy (Lage) | PM88000350    | Classé         | 1964  |      |
| Reliquienmonstranz                  | Goldschmiedearbeit, Anfang des 19. Jahrhunderts     | in der Kirche St-Mansuy (Lage) | PM88000352    | Classé         | 1964  |      |
| Prozessionsstab Heilige Familie     | Holz, farbig gefasst und vergoldet, 18. Jahrhundert | in der Kirche St-Mansuy (Lage) | PM88000357    | Classé         | 1968  |      |